# Канаэт, Тони
Тони Канаэт (хорв. Toni Kanaet; род. 4 сентября 1995; Сплит, Хорватия) — хорватский тхэквондист, бронзовый призёр Олимпийских игр 2020 года, Чемпион Европы.

## Биография
Первый крупный успех пришёл к спортсмену в 2016 году, когда он стал вице-чемпионом Европы в швейцарском Монтрё. Через два года хорват завоевал континентальный титул, после чего перешёл в более тяжёлую категорию до 80 килограмм. На Олимпиаде в Токио Канаэт уступил только победителю игр — Максиму Храмцову: поединок прошёл за явным преимуществом россиянина и завершился досрочно (0:22). Успешно выступив в утешительном турнире, тхэквондист исправился за крупный проигрыш и завоевал бронзу.

## Выступления на Олимпиадах
| Олимпиада         | Дисциплина                  | Место   |
| ----------------- | --------------------------- | ------- |
| Япония Токио 2020 | тхэквондо, мужчины до 80 кг | 3 место |